# 상지영서대학교
상지영서대학교(尙志嶺西大學校, Sangji Youngsoe College)는 대한민국 강원도 원주시에 위치한 대한민국의 전문대학이었다. 2020년 2월 28일 자로 47년만에 폐교됐다.
2019년 1월 교육부로부터 대학 통합 승인을 받고, 동일 법인의 일반대학인 상지대학교와 통합해 2020년 개교하였다.

## 연혁
- 1973년 3월 10일 : 원주실업전문학교 개교
- 1974년 3월 10일 : 상지실업전문학교로 교명변경
- 1976년 1월 15일 : 원주시 우산동 신축교사로 이전
- 1978년 12월 20일 : 신축교사 준공
- 1979년 1월 1일 : 상지대학병설실업전문대학으로 교명변경
- 1985년 3월 1일 : 상지대학병설전문대학으로 교명변경
- 1990년 1월 9일 : 신축교사(치악관) 준공
- 1990년 3월 1일 : 상지대학교병설전문대학으로 교명변경
- 1997년 1월 9일 : 학술정보관, (신)치악관, 중앙공급동 건축공사 준공
- 1998년 5월 26일 : 체육실습동, 차고, 식품창고 건축공사 준공
- 1999년 9월 1일 : 상지영서대학으로 교명변경
- 2000년 5월 23일 : 평생교육원 개원
- 2003년 1월 7일 : 신교사(영서관) 준공
- 2008년 5월 7일 : 요양보호사교육원 개원
- 2008년 9월 17일 : 구내식당, 구내매점 등 학생 복지시설 준공
- 2009년 8월 21일 : 전통산업진흥센터 건물 준공
- 2011년 11월 20일 : 상지영서대학교로 교명변경
- 2012년 4월 30일 : 2012년도 전문대학 교육역량 강화사업 선정
- 2013년 3월 12일 : ‘앞으로 40년’ 대학사명, 비전 선포식
- 2013년 7월 2일 : 2013 전문대학 교육역량 강화사업 선정
- 2014년 10월 : 교원양성기관 최우수(A)등급 대학 선정
- 2014년 12월 2일 : 자동차실습동 준공
- 2019년 1월 29일 : 교육부에서 상지대학교와 통합 승인
- 2020년 3월 2일 : 폐교 및 통합 상지대학교 개교

## 같이 보기
- 상지대학교
- 상지대관령고등학교